# Heinkel He 178
Le Heinkel He 178 est le premier avion à turboréacteur de l'histoire aéronautique, conçu dans l'entre-deux-guerres par la société allemande Heinkel. Il vola pour la première fois à l'été 1939, juste avant le début de la Seconde Guerre mondiale.

## Conception
La société Heinkel était spécialisée dans la propulsion à réaction et son He 176 fut le premier avion au monde à être propulsé uniquement par un moteur-fusée à ergols liquides. Il effectua son premier vol propulsé le 20 juin 1939, piloté par Erich Warsitz.
En août 1939, le Heinkel He 178 fut le premier aéronef au monde conçu pour voler grâce à un turboréacteur. En fait, il fut le deuxième avion à voler avec un turboréacteur de façon effective, les tests en vol de son réacteur Heinkel HeS 3 ayant été réalisés en juillet 1939 sur un bombardier en piqué Heinkel He 118. Cet avion disposait de deux moteurs : le moteur thermique d'origine, qui entraînait une hélice et servait pour les décollages et atterrissages, et le moteur à réaction, placé entre les jambes du train d'atterrissage qui n'était allumé qu'une fois en vol. Le Heinkel 178 fut donc en réalité le premier avion au monde à n'utiliser que le turboréacteur pour assurer sa propulsion pendant toutes les étapes du vol.
Le turboréacteur Heinkel HeS 3 avait une poussée estimée à 500 kgp (soit environ 5 kN). Il avait été réalisé d'après les recherches de Hans Pabst von Ohain, un ingénieur allemand de 25 ans qui avait été recommandé par le professeur Robert Pohl, directeur de l'institut de physique de l'Université de Göttingen. Le projet de ce moteur était supervisé et financé directement par Ernst Heinkel, le gouvernement nazi ayant refusé de croire au potentiel du moteur à réaction.
Excepté la présence de son turboréacteur, le Heinkel He 178 était de configuration classique pour les avions monomoteurs de l'époque : le fuselage était en duralumin, les ailes droites en bois. Le train d'atterrissage était rétractable, avec deux roues principales se rétractant dans le fuselage au centre de l'appareil (comme sur les avions Grumman), plus une roulette de queue. L'empennage est mono-dérive.
Le premier véritable vol, effectué le 27 août 1939, fut à peine plus long qu'un circuit, car un oiseau « avalé » par le moteur au décollage provoqua une perte de puissance qui obligea le pilote à revenir se poser immédiatement. Cet incident deviendra fréquent avec les avions à réaction.
Les responsables du Ministère de l'Aviation du Reich (RLM), Ernst Udet et Erhard Milch, assistèrent à un vol de l'avion le 1er novembre 1939 à Rostock-Marienehe, mais les militaires ne furent pas intéressés, au moins dans un premier temps. Le développement des moteurs à réaction fut donc lent, essentiellement du fait du manque de moyens financiers, et le Heinkel He 178 ne fut jamais construit en série et resta un simple prototype.
Après avoir réalisé un autre prototype biréacteur, le Heinkel He 280, entre 1940 et 1942, Heinkel devra attendre 1944 pour voir son premier avion de chasse à réaction entrer en service opérationnel : le Heinkel He 162. Cet appareil arriva cependant trop tard pour empêcher le Troisième Reich de perdre la Seconde Guerre mondiale.